# Hrabstwo Howell (Missouri)
Hrabstwo Howell (ang. Howell County) – hrabstwo w południowej części stanu Missouri w Stanach Zjednoczonych. Obszar całkowity hrabstwa obejmuje powierzchnię 928,33 mil2 (2 404 km²). Według danych z 2010 r. hrabstwo miało 40 400 mieszkańców. Hrabstwo powstało formalnie 2 marca 1851 roku i nosi imię  Josiaha Howella - pioniera osadnictwa w Howell Valley.

## Sąsiednie hrabstwa
- Hrabstwo Texas (północ)
- Hrabstwo Shannon (północny wschód)
- Hrabstwo Oregon (wschód)
- Hrabstwo Fulton (Arkansas) (południe)
- Hrabstwo Ozark (południowy zachód)
- Hrabstwo Douglas (północny zachód)

## Miasta
- Brandsville
- Mountain View
- West Plains
- Willow Springs

## CDP
- Pomona
- South Fork